# Congresso degli Stati Confederati d'America
Il Congresso degli Stati Confederati d'America (in inglese: Confederate States Congress) fu sia la provvisoria che l'ufficiale assemblea legislativa degli Stati Confederati d'America, esistito dal 1862 al 1865.

## Descrizione
Si trattava di un parlamento bicamerale del tutto speculare come cariche e suddivisione interna a quello dell'Unione. Presidente del Senato confederato e del Congresso confederato fu, per tutta la sua esistenza, Alexander Hamilton Stephens. Speaker della Camera confederata fu, anch'esso per tutta la sua esistenza, Thomas Salem Bocock.
Le prime elezioni si tennero nel novembre 1861, eleggendo il primo congresso confederato. Le successive si tennero nel novembre 1863, eleggendo il secondo congresso confederato e videro molti deputati democratici perdere a favore dei Whig.
Tutte le decisioni e le questioni politiche erano subordinate chiaramente alla necessaria vittoria nella guerra di secessione, ma durante le due elezioni si ebbe comunque modo di avere differenti opinioni e vedute su aspetti anche importanti della gestione dello Stato, ad esempio su come gestire la leva obbligatoria.
I membri non appartenevano ufficialmente ad alcun partito, sebbene ciascuno rappresentante avesse un chiaro orientamento politico.